# Roi de l'île de Pâques
Le Roi de l'Île de Pâques, aussi appelé Ariki, est le titre porté par les dirigeants de la monarchie traditionnelle de l'Île de Pâques.

## Premier chef suprême
Le légendaire premier chef de l'île de Pâques serait Hotu Matuꞌa, dont l'arrivée est datée du IVe siècle, VIe siècle ou IXe siècle. La légende affirme que cet homme est le chef d'une tribu qui vit à Marae Renga. Ce lieu proviendrait d'une région nommée Hiva. Certains ouvrages suggèrent que la région de Hiva est une zone des îles Marquises, mais aujourd'hui, on pense que la terre ancestrale des insulaires de Pâques serait située dans la zone interculturelle de Pitcairn Mangareva. Certaines versions de l'histoire affirment que des conflits internes poussent Hotu Matuꞌa à naviguer avec sa tribu vers de nouvelles terres, tandis que d'autres affirment qu'une catastrophe naturelle (peut-être un raz-de-marée) en est l'origine.
Malgré ces différences, les histoires s'accordent sur la partie suivante : un prêtre nommé Haumaka apparaît à Hotu Matuꞌa dans ses rêves une nuit. Le prêtre s'envole vers la mer et découvre une île qu'il appela Te Pito ꞌo te Kāinga (« Le centre de la Terre »). Envoyant sept éclaireurs, Hotu Matuꞌa embrasse son rêve et attend le retour de ses éclaireurs. Après avoir mangé, planté des ignames et s'être reposés, les sept éclaireurs rentrent chez eux pour annoncer la bonne nouvelle. Hotu Matuꞌa emmène un grand équipage, sa famille et tout ce dont ils ont besoin pour survivre dans le nouveau pays. Ensuite, ils naviguent au sein d'un seul canoë à double coque (type de pirogue à balancier) jusqu'au « Centre de la Terre » et débarquent à Anakena sur Rapa Nui (île de Pâques).

## Tuꞌu ko Iho

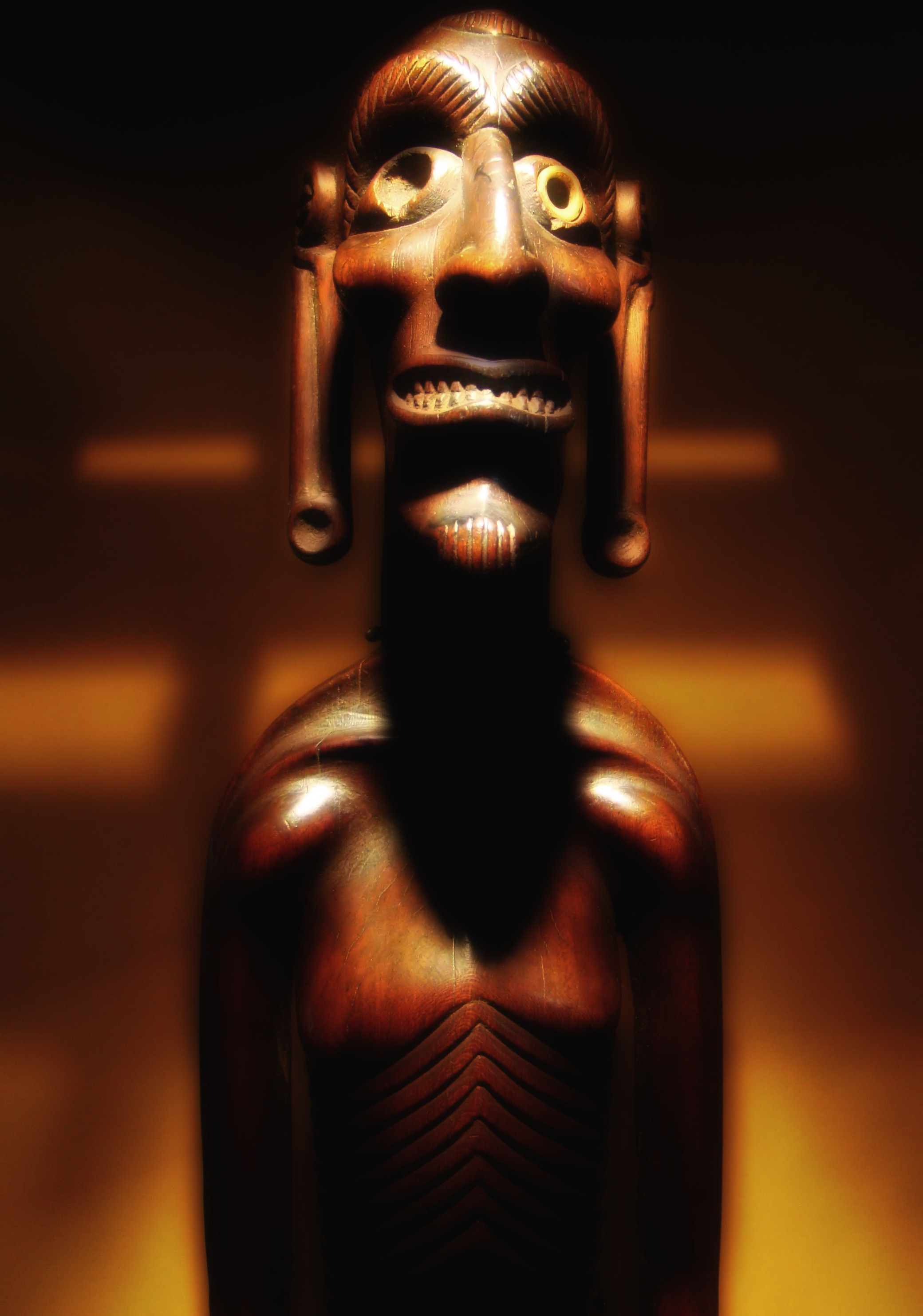
Exemple de statues liées à la mythologie de Tuꞌu ko Iho, du Australian National Maritime Museum.

Selon Steven Roger Fischer (en), un individu nommé Tuꞌu ko Iho co-fonde la colonie sur l'île. Le livre de Fischer prétend non seulement qu'il fait cela, mais une légende dit qu'il « a amené les statues sur l'île et les a fait marcher ».

## Enfants de Hotu Matuꞌa
Peu de temps avant la mort de Hotu Matuꞌa, l'île est donnée à ses enfants, qui forment huit clans principaux. De plus, quatre clans plus petits et moins importants sont formés.
1. Tuꞌu Maheke : le fils aîné de Hotu. Il reçut les terres situées entre Anakena et Maunga Tea-Tea.
2. Miru : a reçu les terres entre Anakena et Hanga Roa.
3. Marama : a reçu les terres entre Anakena et Rano Raraku. L'accès à la carrière de Rano Raraku s'est avéré extrêmement utile pour les habitants des terres de Marama. La carrière est rapidement devenue la principale source de tuf de l'île utilisé dans la construction des moai (grandes statues de pierre). En fait, 95 % des moai ont été fabriqués à Rano Raraku[5].
4. Raa s'est installé au nord-ouest de Maunga Tea-Tea.
5. Koro Orongo a conclu un règlement entre Akahanga et Rano Raraku.
6. Hotu Iti reçut toute la partie orientale de l'île.
7. et 8. Tupahotu et Ngaure se sont retrouvés avec le reste de l'île[6].

## Motifs royaux sur toute l'île de Pâques
Au fil des années, les clans se sont progressivement regroupés en deux territoires. Les Ko Tuꞌu Aro sont composés de clans au nord-ouest, tandis que les Hotu Iti vivent principalement dans la partie sud-est de l'île. Les Miru sont très communément considérés comme les véritables héritiers royaux qui dirigent les clans Ko Tuꞌu Aro.
Depuis lors, les dirigeants de l’île de Pâques sont des dirigeants héréditaires qui revendiquent une origine divine et se séparent du reste des insulaires par des tapu. Ces ariki contrôlent non seulement les fonctions religieuses du clan, mais dirigent également tout le reste, de la gestion des approvisionnements alimentaires à la guerre. Depuis que l’île de Pâques est divisée en deux super-clans, les dirigeants de l’île de Pâques suivent un schéma héréditaire prévisible. Les habitants de Rapa Nui sont particulièrement compétitifs à cette époque. Ils rivalisent généralement pour construire un moai plus grand que celui de leurs voisins, mais lorsque cela ne parvenait pas à résoudre le conflit, les tribus se tournaient souvent vers la guerre et se jetaient mutuellement les statues.

## Listes des chefs suprêmes et des rois historiques de l'île de Pâques
- 1. Hotu Matu'a (vers 400)
- 2. Vakai, son épouse
- 3. Tuu ma Heke
- 4. Nuku (Inukura?)
- 5. Miru a Tumaheke
- 6. Hata a Miru
- 7. Miru o Hata
- 8. Hiuariru (Hiu a Miru?)
- 9. Aturaugi
- 10. Raa
- 11. Atahega a Miru (descendant de Miru?), vers 600
- ......Hakapuna?
- 17. Ihu an Aturanga (Oihu?)
- ......Ruhoi?
- 20. Tuu Ka(u)nga te Mamaru
- 21. Takahita
- 22. Ouaraa, vers 800
- 23. Koroharua
- 24. Mahuta Ariiki
- 25. Atua Ure Rangi
- 26. Atuamata
- 27. Uremata
- 28. Te Riri Tuu Kura
- 29. Korua Rongo
- 30. Tiki Te Hatu
- 31. Tiki Tena
- 32. Uru Kenu, vers 1000
- 33. Te Rurua Tiki Te Hatu
- 34. Nau Ta Mahiki
- 35. Te Rika Tea
- 36. Te Teratera
- 37. Te Ria Kautahito (Hirakau-Tehito?)
- 38. Ko Te Pu I Te Toki
- 39. Kuratahogo
- 40. Ko Te Hiti Rua Nea
- 41. Te Uruaki Kena
- 42. Tu Te Rei Manana, vers 1200
- 43. Ko Te Kura Tahonga
- 44. Taoraha Kaihahanga
- 45. Tukuma(kuma)
- 46. Te Kahui Tuhunga
- 47. Te Tuhunga Hanui
- 48. Te Tuhunga Haroa
- 49. Te Tuhunga "Mare Kapeau"
- 50. Toati Rangi Hahe
- 51. Tangaroa Tatarara (peut-être Tangaiia of Mangaia Island ?)
- 52. Havini(vini) Koro (ou Hariui Koro), vers 1400
- 53. Puna Hako
- 54. Puna Ate Tuu
- 55. Puna Kai Te Vana
- 56. Te Riri Katea (? – 1485)
- 57. N/A
- 58. N/A
- 59. Haumoana, Tarataki and Tupa Ariki (du Pérou), à partir de 1485
- 60. Mahaki Tapu Vae Iti (Mahiki Tapuakiti)
- 61. Ngau-ka Te Mahaki ou Tuu Koiho (Ko-Tuu-ihu?)
- 62. Anakena
- 63. Hanga Rau
- 64. Marama Ariki, vers 1600
- 65. Riu Tupa Hotu (Nui Tupa Hotu?)
- 66. Toko Te Rangi
- 67. Kao Aroaro (Re Kauu?)
- 68. Mataivi
- 69. Kao Hoto
- 70. Te Ravarava (Terava Rara)
- 71. Tehitehuke
- 72. Te Rahai or Terahai

- 73. Te Huke
- 74. Tuu, de Mata Nui (Ko Tuu ?), vers 1770
- 75. Hotu Iti (né de Mata Iti). Guerre vers 1773.
- 76. Honga
- 77. Te Kena
- 78. Te Tite Anga Henua
- 79. Nga'ara (vers 1835 - juste avant 1860), fils du roi Kai Mako'i
- 80. Maurata (1859 – 1862)
- 81. Kai Mako'i 'Iti (= Petit Kaimakoi) (– 1863), fils de Nga'ara, dévastation de l'île par les esclavagistes péruviens lors du grand raid esclavagiste péruvien de 1862, mort comme esclave (en 1863 ?)
- 82. Tepito [9]
- 83. Grégorio[9], de son nom complet rapanui Kerekorio Manu Rangi, Rokoroko He Tau
- 84. Atamu Tekena, signe le traité d'annexion, l'île de Pâques est annexée, décédé en août 1892[10]
- 85. Simeon Riro Kāinga, mort à Valparaíso, Chili en 1899
- 86. Enrique Ika a Tu'u Hati (1900-1901), non reconnu [11]
- 87. Moisés Tu'u Hereveri (1901-1902), non reconnu[11].

Héritiers modernes :
- 2011-2017 : Valentino Riroroko Tuki, (couronné en juillet, proclamé le 8 août 2011) [12] petit-fils de Simeon Riro Kāinga.

## Voir également
- Hotu Matu'a
- Rapa Nui

## Lectures complémentaires
- Alfred Metraux, « The Kings of Easter Island », Journal of the Polynesian Society, Polynesian Society, vol. 46,‎ 1937, p. 41–62 (lire en ligne)